# Créchets
Créchets (gaskognisch Creishèths) ist eine französische Gemeinde mit 46 Einwohnern (Stand 1. Januar 2022) im Département Hautes-Pyrénées in der Region Okzitanien; sie gehört zum Arrondissement Bagnères-de-Bigorre und zum Gemeindeverband Neste Barousse. Seine Bewohner nennen sich Créchetois/Créchetoises.

## Geografie
Créchets liegt 20 Kilometer südöstlich der Stadt Lannemezan im Osten des Départements Hautes-Pyrénées. Die Gemeinde besteht aus dem Dorf Créchets, dem Weiler Les Graves sowie mehreren Einzelgehöften. Weite Teile der Gemeinde sind Bergland und bewaldet. Der höchste Punkt der Gemeinde ist nahe dem Pic de Cau im Westen der Gemeinde. Die Ourse durchquert die Gemeinde in nördlicher Richtung und bildet die östliche Gemeindegrenze. Die Gemeinde liegt an der Straße D 160, wenige Kilometer westlich der Route nationale 125.

## Geschichte
Der Ort wurde erstmals im Jahr 1387 in einem Kirchenregister der Grafschaft Comminges indirekt als de Crepellis erwähnt. Im Mittelalter lag der Ort innerhalb der Grafschaft Barousse in der Region Armagnac, die wiederum ein Teil der Provinz Gascogne war. Die Gemeinde gehörte von 1793 bis 1801 zum District La Barthe. Zudem lag Créchets von 1793 bis 2015 im Kanton Mauléon-Barousse. Die Gemeinde ist seit 1801 dem Arrondissement Bagnères-de-Bigorre zugeteilt.

## Bevölkerungsentwicklung
| Jahr                       | 1962 | 1968 | 1975 | 1982 | 1990 | 1999 | 2006 | 2014 | 2020 |
| Einwohner                  | 52   | 47   | 41   | 38   | 30   | 35   | 37   | 47   | 55   |
| Quellen: Cassini und INSEE |      |      |      |      |      |      |      |      |      |

## Sehenswürdigkeiten

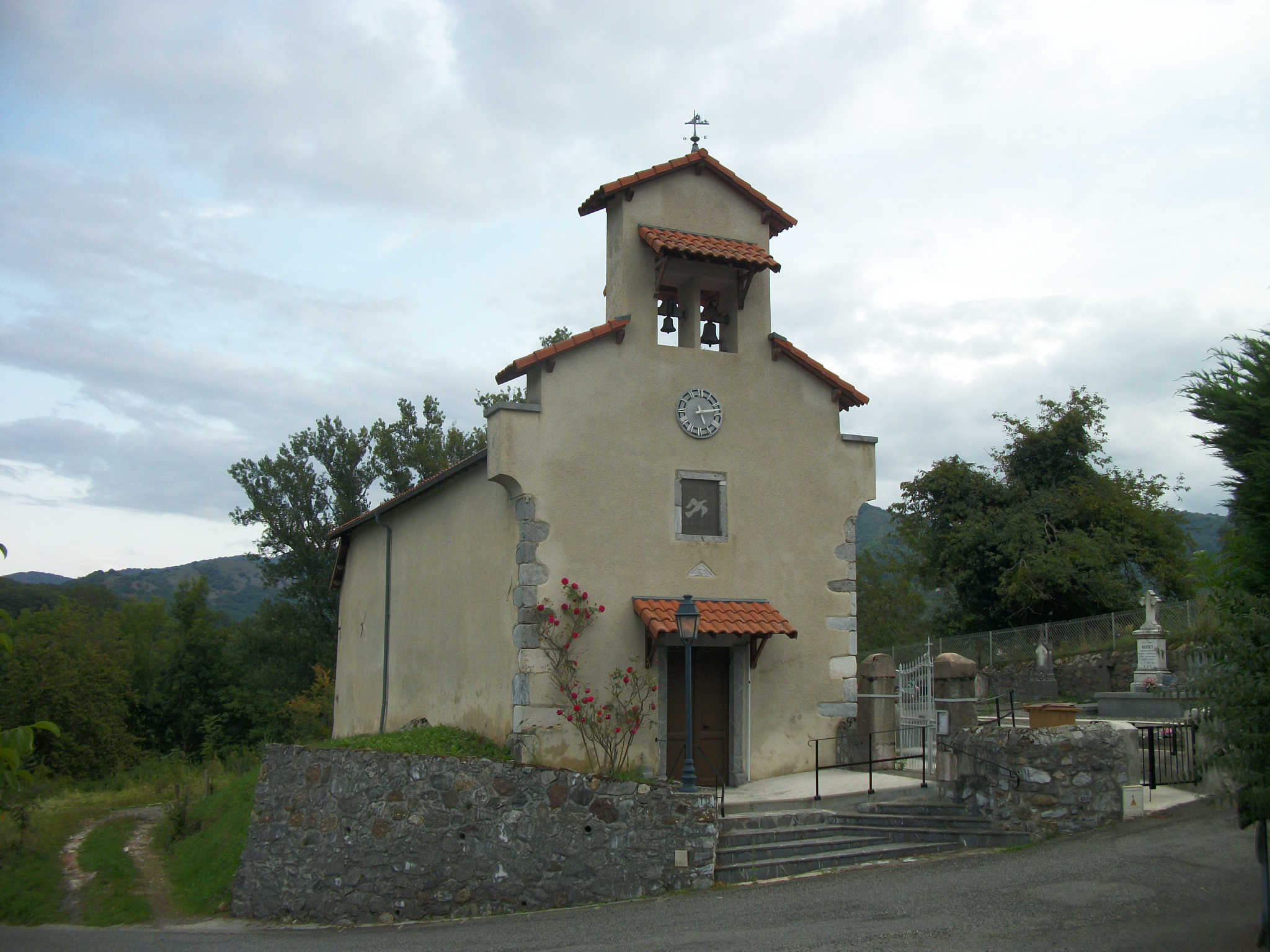
Kirche Saint-Christophe
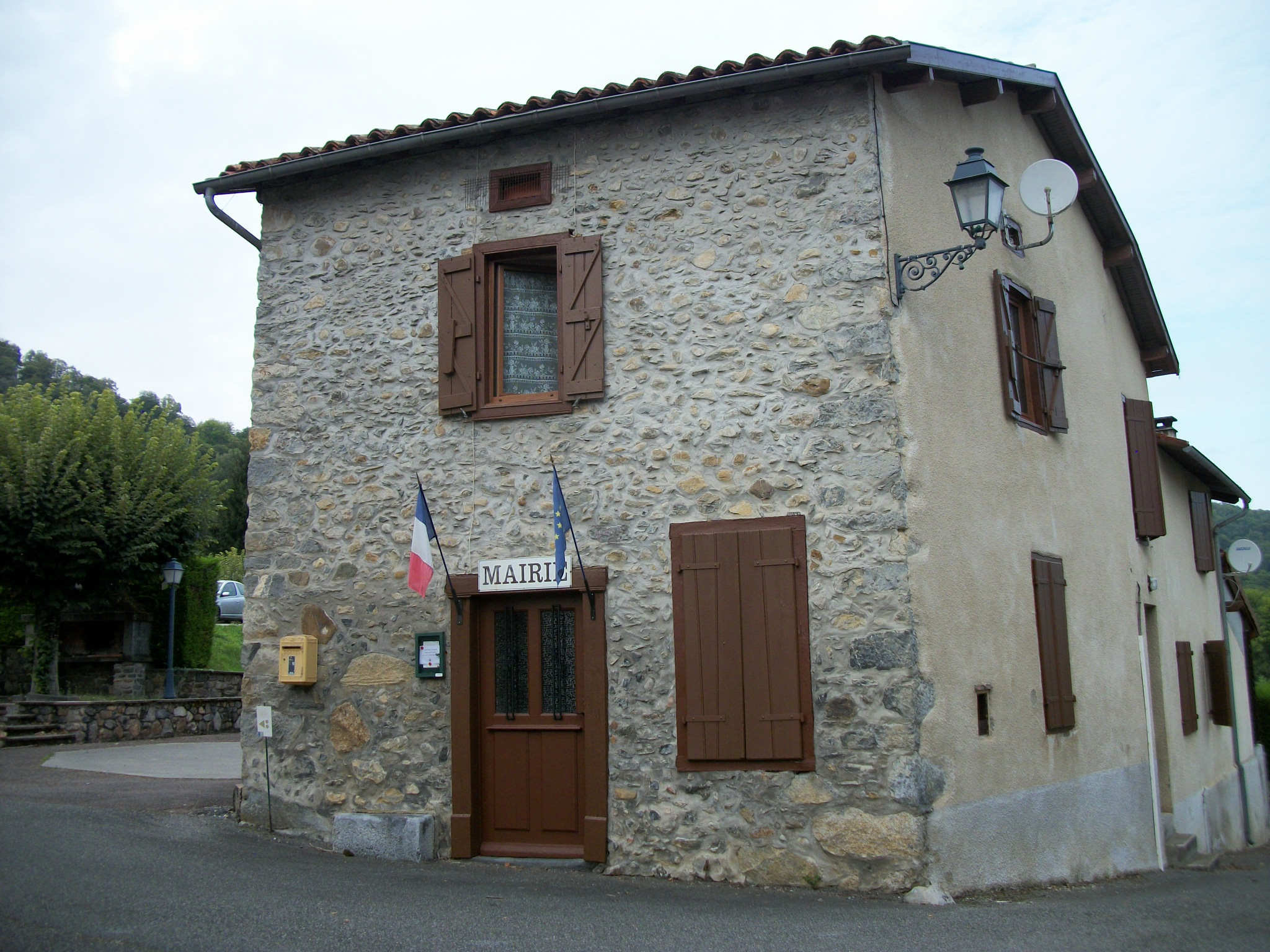
Rathaus (mairie)
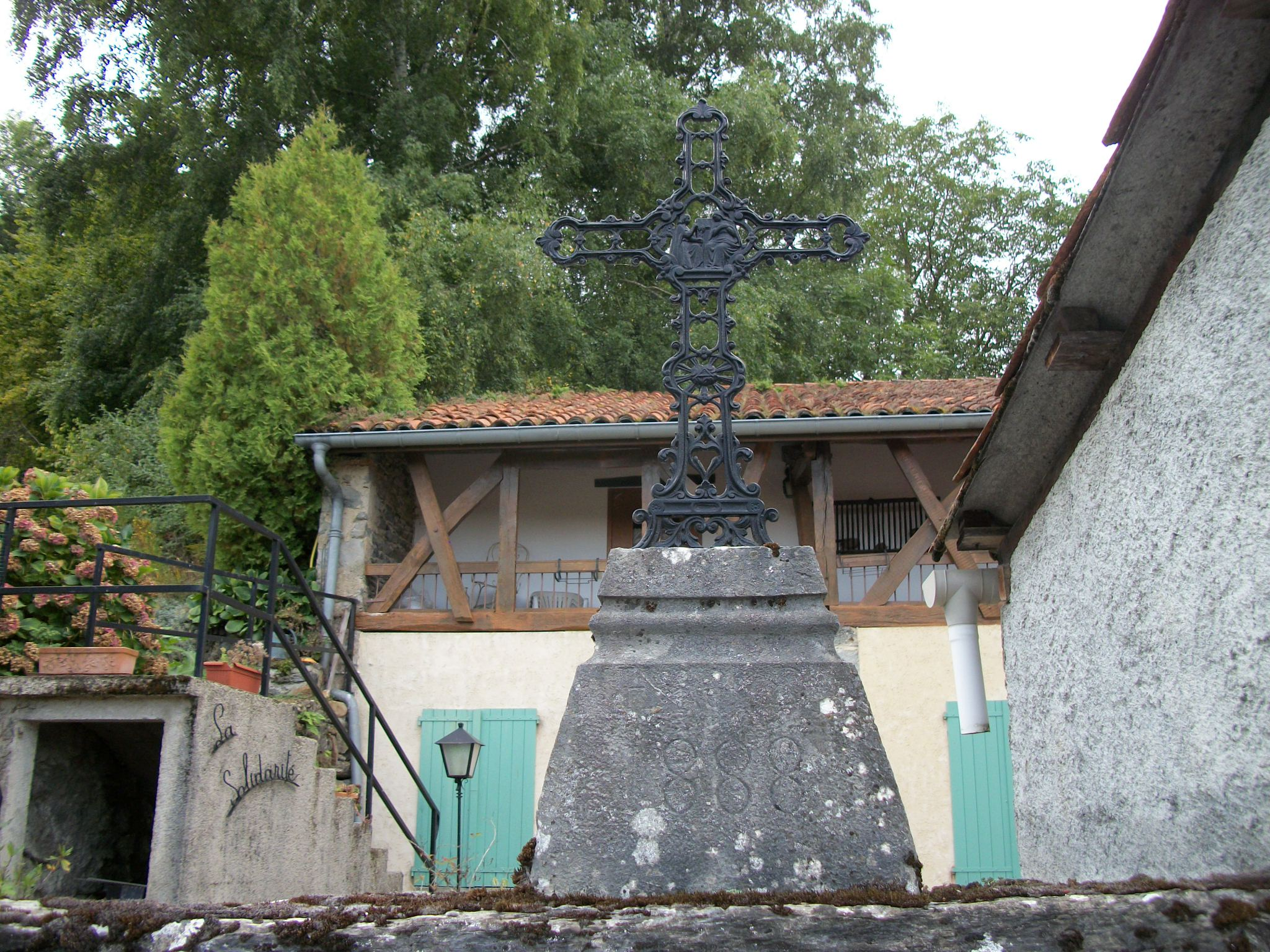
Wegkreuz
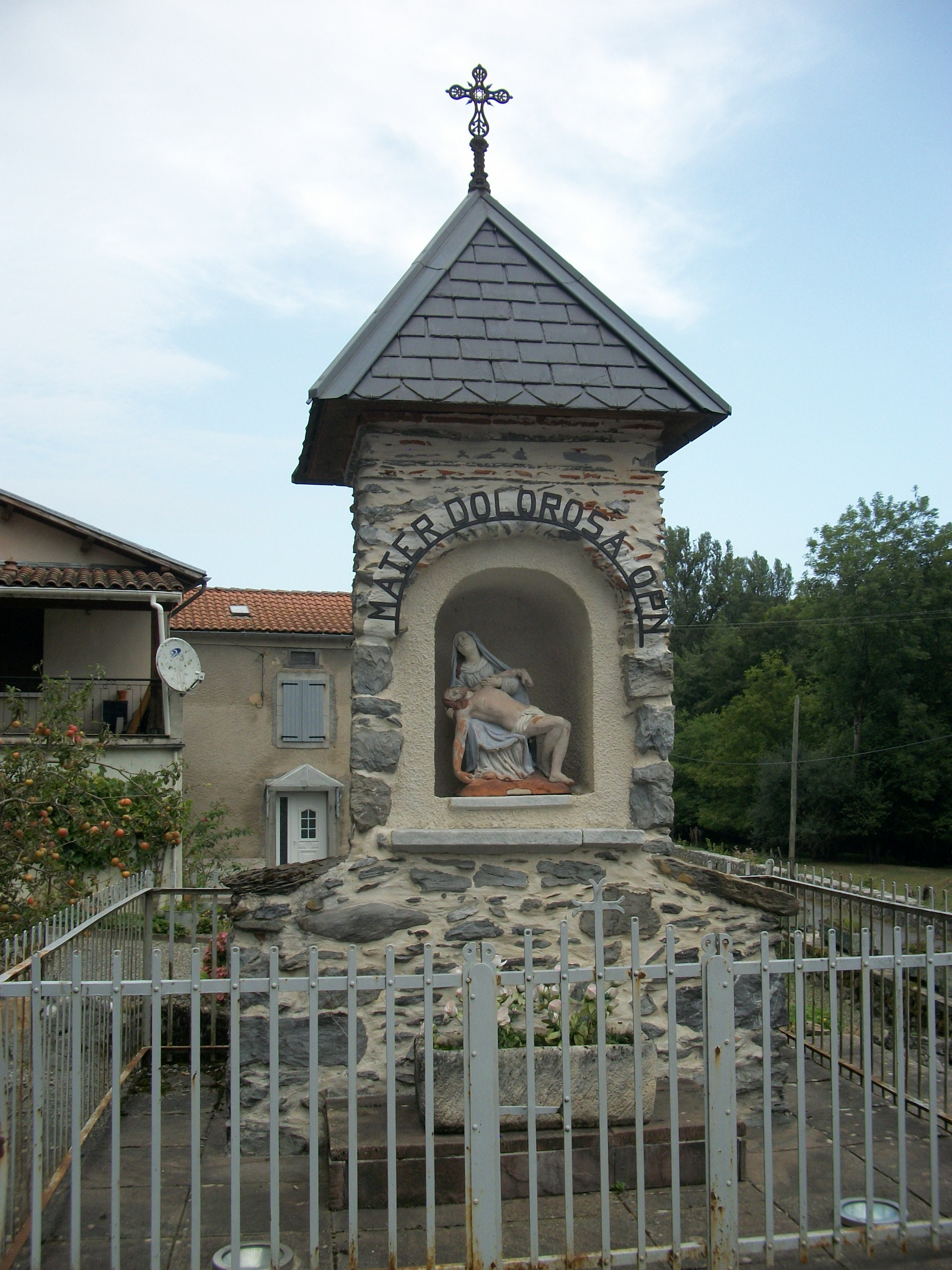
Bildstock Notre-Dame de Pitié

- Wegkreuz an der Route des moulins
- Gedenkplatte für die Gefallenen[1]

- Kirche Saint-Christophe
- Rathaus (mairie)
- Wegkreuz
- Bildstock Notre-Dame de Pitié